# Магомедов, Сулейман Надирович
Сулейман Надирович Магомедов (род. 10 апреля 1990, Махачкала, Дагестанская АССР, РСФСР, СССР) — российский кикбоксер и тайбоксер и боксёр, чемпион мира по кикбоксингу.

## Биография
В декабре 2010 года на чемпионате мира по тайскому боксу в Бангкоке в первом же бою уступил Александру Олейнику. В марте 2013 года Сулейман Магомедов завоевал титулы чемпиона мира по кикбоксингу сразу по двум версиям в боях с разницей в 12 дней. Сначала в Монте-Карло он стал обладателем титула чемпиона мира по версии WAKO-PRO, а затем 22 марта 2013 года в Ростове-на-Дону он выиграл титул чемпиона мира по версии R-1, где его награждал американец Рой Джонс. 13 июля 2013 года в подмосковном загородном клубе Романтик стал чемпионом мира по версии W5 в весовой категории до 85 кг. 30 июля 2013 года ему было присвоено звание мастер спорта России международного класса.

## Достижения
- Чемпионат Югры по кикбоксингу 2009 — ;
- Чемпионат мира по кикбоксингу W5 K-1 2013 — ;
- Чемпионат мира по кикбоксингу R1 2013 — ;
- Чемпионат мира по любительскому кикбоксингу WAKO 2013 — ;